# Martin Jiranek (Eishockeyspieler)
Martin Jiranek (* 3. Oktober 1969 in Bashaw, Alberta) ist ein ehemaliger deutsch-kanadischer Eishockeyspieler und derzeitiger -trainer. Zwischen Dezember 2022 und April 2023 war er als Cheftrainer bei den Heilbronner Falken tätig, seither ist er dort Sportdirektor.

## Karriere
Als Junior spielte er in der NCAA für die Bowling Green State University. Die Washington Capitals sicherten sich während des NHL Supplemental Draft 1990 die Rechte an ihm, als sie ihn in der ersten Runde an 13. Stelle auswählten. Es folgten drei Spielzeiten in der American Hockey League, bei den Baltimore Skipjacks und den Portland Pirates, bevor er 1994 nach Europa wechselte.
Seine erste Station war in der Saison 1994/95 der Kapfenberger SV in Österreich, das Jahr darauf spielte er in Italien für den HC Val Gardena. Im Sommer 1996 wechselte er in die Deutsche Eishockey Liga. Acht Jahre ging er für die Nürnberg Ice Tigers aufs Eis und konnte in der Spielzeit 1998/99 mit seiner Mannschaft souverän mit 15 Punkten Vorsprung auf Rang zwei den ersten Platz nach der Vorrunde belegen und wurde in den anschließenden Playoffs Vizemeister. Das Finale ging mit 2:3 Siegen gegen die Adler Mannheim verloren. Für die Spielzeiten 2004/05 und 2005/06 verließ er Nürnberg und war für den ERC Ingolstadt aktiv. Zur Saison 2006/07 wechselte er wieder nach Nürnberg zu den Ice Tigers und unterschrieb einen Ein-Jahres-Vertrag. Mit der Mannschaft wurde er Dritter nach der Vorrunde und erreichte zum zweiten Mal in seiner Karriere ein DEL-Finale, das er aber – wie 1999 – gegen die Adler Mannheim verlor, diesmal mit 0:3 Siegen.
Vor der Saison 2007/08 wechselte er aus der DEL zum Stammverein der Ice Tigers, dem EHC 80 Nürnberg, in die Eishockey-Bayernliga, in der er den Aufsteiger bis in die Play-offs führte. Dort zog er sich allerdings einen doppelten Kieferbruch zu, wodurch er seine Karriere als Spieler beendete. In der Saison 2010/11 gab Jiranek sein Comeback in der ersten Mannschaft des EHC 80 Nürnberg in der Bayerischen Eishockey-Landesliga.

## DEL-Rekorde
Jiranek war bis März 2020 der Spieler mit den meisten Scorerpunkten (426) in der Geschichte der Nürnberg Ice Tigers seit deren Aufnahme in die DEL. Er wurde von Patrick Reimer abgelöst, der nach der DEL-Hauptrunde 2019/20 bei 431 Scorerpunkten lag. Ligaweit liegt Jiranek mit insgesamt 480 Scorerpunkten auf Rang 24 der erfolgreichsten Scorer der Ligageschichte (Stand September 2018).

## Trainerkarriere
Danach stieg er für die Saison 2008/2009 als Co-Trainer bei den Nürnberg Ice Tigers ein, am 6. Mai 2009 gab er überraschend seinen Rücktritt als Co-Trainer der Ice Tigers bekannt und heuerte als Cheftrainer bei den Krefeld Pinguinen an. Nach drei Monaten wurde Jiranek aufgrund der schlechten Platzierung der Krefeld Pinguine bis zum Ende der Saison beurlaubt. 2010 wurde er Co-Trainer bei den Adler Mannheim. Zu Beginn der Saison 2010/11 kehrte er zum EHC 80 Nürnberg als Trainer der Jugendmannschaft zurück.
Am 21. Februar 2013 wurde er bei den Löwen Frankfurt als Nachfolger des am Vortag zurückgetretenen Trainer Frank Gentges vorgestellt.
In der Saison 2013/14 kehrte er als Sportdirektor zu den Nürnberg Ice Tigers zurück. Nachdem Tray Tuomie im Dezember 2014 als Cheftrainer der Ice Tigers entlassen worden war, übernahm Jiranek dessen Nachfolge. Er blieb bis zum Saisonende 2014/15 im Amt und kehrte dann auf seinen Posten als Sportdirektor und Co-Trainer zurück, als Rob Wilson zum Cheftrainer aufstieg. Als sich die Franken Ende September 2018 von Trainer Kevin Gaudet trennten, übernahm Jiranek abermals zusätzlich zu seinem Sportdirektorenamt den Cheftrainerposten. Im April 2019 gaben die Nürnberger eine Neuausrichtung bekannt, in deren Zuge die Zusammenarbeit mit Jiranek beendet wurde. Nachdem Andrew McPherson kurzfristig vor der Saison 2019/20 bei den Fischtown Pinguins kündigte, wurde er als Nachfolger für den Co-Trainer-Posten verpflichtet. Bis zum Ende der Saison 2021/22 stand er letztlich in Bremerhaven unter Vertrag. Anschließend war er ohne Anstellung, ehe er im November Co-Trainer bei den Heilbronner Falken wurde, bei denen er im Dezember 2022 die Aufgabe des Cheftrainers übernahm.

## Erfolge und Auszeichnungen
- 1994 Calder-Cup-Gewinn mit den Portland Pirates
- 1999 Topscorer der DEL
- 2000 Teilnahme am DEL All-Star Game